# Christian Rosschou
Christian Rosschou Larsen født 1. februar 1924 i København, er en tidligere dansk atlet (kapgang).
Rosschou var medlem af Københavns IF og vandt otte individuelle danske mesterskaber og syv i holdkonkurrencer. Han var på landsholdet 15 gange.
Christian Rosschou er bror til Leo Rosschou.

## Danske mesterskaber
Denne liste er ufuldstændig; hjælp gerne med at udfylde den.
- Guld 1963 30km gang 2.44.25
- Sølv 1962 30km gang 2.37.32
- Guld 1960 30km gang 2.29.18
- Guld 1953 10 000 meter gang
- Guld 1953 50km gang
- Guld 1948 50km gang

## Personlige rekorder
- 30 km gang: 2.29.18 Odense 11. juni 1960